# Алексеев, Александр Александрович (правовед)
Александр Александрович Алексе́ев (1876 — не ранее 1940) — русский правовед, профессор Юрьевского и Варшавского университетов.

## Биография
Родился  11 (23) января 1876 года в дворянской семье — сын статского советника.
Среднее образование получил в Харьковской 2-й гимназии, которую окончил с серебряной медалью в 1895 году и поступил на юридический факультет Харьковского университета. В университете занимался, главным образом, государственным правом и написал сочинение «О границах деятельности государства». По окончании университета был оставлен в 1900 году стипендиатом для приготовления к профессорскому званию по кафедре государственного права. Работал под руководством Н. О. Куплеваского и В. А. Ястржембского. В 1901 году в течение полугода преподавал законоведение в Харьковском земледельческом училище.
В 1903 году выдержал испытание на степень магистра государственного права, прочёл две пробных лекции («О юридическом изучении государства» и «Государственный совет в России: очерк его возникновения и современное положение») и, наконец, 25 ноября 1903 года был утверждён в звании приват-доцента по кафедре государственного права. С весны 1904 года был допущен к чтению лекций. В 1905—1906 годах находился в заграничной командировке, где собирал материалы для своей магистерской диссертации, работал в Берлине, Гейдельберге, Мюнхене и других городах. По возвращении в университет читал курс «Государственное право европейских государств — государственное право Франции», вёл практические занятия. В 1910 году защитил кандидатскую диссертацию «Министерская власть в конституционном государстве: Ее основы, роль и современное положение». В 1911 году был вновь командирован за границу на летнее время для сбора материала по докторской диссертации.
29 сентября 1914 года назначен экстраординарным профессором Юрьевского университета по кафедре энциклопедии права и истории философии права. 1 июля 1916 года назначен и. д. ординарного профессора Варшавского университета по кафедре государственного права. В 1918 году защитил докторскую диссертацию «Бюджетное право народного представительства» в Харьковском университете.
После Гражданской войны остался в Советской России. В 1924 году опубликовал комментарий к вновь принятой конституции СССР. Дальнейшая судьба неизвестна. Был женат, имел сына и дочь.
В 2020 году, при расчистке Воскресенского кладбища в Саратове, добровольцы обнаружили памятник с надписью: «Профессор юридического института Александр Александрович Алексеев (24.01.1876 — 4.12.194?)».